# 29148 Palzer
29148 Palzer (1988 JE) là một tiểu hành tinh nằm phía ngoài của vành đai chính được phát hiện ngày 10 tháng 5 năm 1988 bởi W. Landgraf ở Đài thiên văn Nam Âu.